# Ким Кардашян
Кѝмбърли Но̀уъл „Ким“ Кардашя̀н (на английски: Kimberly Noel „Kim“ Kardashian) е американска риалити звезда от арменски произход, телевизионен персонаж, модел и бизнесдама. Известна е с участието си в реалити предаването „Keeping up with the Kardashians“ по телевизия E!, където участва със семейството си, и производни на нея програми като „Kourtney and Kim Take New York“.
Преди началото на телевизионната си кариера, Ким се прославя с порно клип, който ѝ донася 55 млн. долара след съдебен спор. Тя пуска няколко модни линии и парфюми. През 2010 г. става най-богатата риалити звезда с приходи от около 63 млн. долара и е една от най-често присъстващите в медиите личности.
През август 2011 г. Ким се омъжва за баскетболиста Крис Хъмфрис, а церемонията е широко разгласена. През октомври същата година тя подава документи за развод.

## Биография
Кардашян е родена на 21 октомври 1980 г. в Лос Анджелис, Калифорния, а нейни родители са адвокатът Робърт Кардашян и съпругата му Крис Дженър. Баща ѝ е трето поколение американски арменец, а майка ѝ е от шотландско-нидерландски произход. Кардашян има две сестри – Кортни и Клои, и един брат – Робърт. Освен това има и трима доведени братя – Бъртън Дженър, Брендън Дженър и реалити звездата Броуди Дженър; една доведена сестра – Кейси Дженър и две полусестри – Кендъл и Кайли Дженър.
Кардашян учи в гимназия „Меримаунт“ в Лос Анджелис. През 2000 г. се омъжва за музикалния продуцент Деймън Томас, с когото се развежда през 2004 г. След това има връзки с ритъм енд блус певеца Рей Джей, играчите по американски футбол Реджи Буш и Майлс Остин. Излизала е и с модела Гейбриъл Обри.

### 2003 – 2007 г.: противоречивост
През февруари 2007 г. в медиите се разпространява домашен порно клип с участието на Кардашян и певеца Рей Джей, сниман през 2003 г. „Vivid Entertainment“ купуват правата за 1 млн. долара и разпространяват филма под заглавието „Ким Кардашян: суперзвезда“ на 21 февруари 2007 г. Тя съди компанията за собствеността върху филма. В края на април същата година Кардашян оттегля обвинението и получава обезщетение от Vivid в размер на 5 млн. долара.
Кардашян е приятелка с Парис Хилтън, която я въвежда във висшето общество. Първата ѝ роля е във филма „Disaster Movie“. През октомври 2007 г. тя участва в ТВ шоуто „Keeping up with the Kardashians“, заедно с майка си, втория си баща, единия брат, двете сестри и полусестри. Към 2 август 2012 г. броят излъчени серии е 82, а настоящият сезон е седми.

### 2007 – 2010 г.: реклама и продажби
Кардашян е съсобственик в бутика за дрехи „D-A-S-H“, заедно със сестрите си Кортни и Клои. През декември 2007 г. Ким позира гола за списание „Playboy“. Февруари следващата година тя става рекламно лице на „Bongo Jeans“. Тя е рекламирала и веригата за бързо хранене „Carl’s Jr.“, близалките „Sugar Factory“ и др.
През 2008 г. Кардашян играе ролята на Лиза в пародията „Disaster Movie“ и участва в епизод от „Как се запознах с майка ви“. Тя и сестрите ѝ Кортни и Клои играят себе си в третия сезон на „90210“. Кардашян е гост-водещ в „Кечмания 24“ и гостуващ съдия в „Следващия топ модел на Америка“. На 16 декември 2009 г. Ким е гост-звезда в „От местопрестъплението: Ню Йорк“. Същата година тя играе ролята на фейс контрол в комедията „Deep in the valley“.
Кардашян е една от 13-те участници в седмия сезон на „Танцувай със звездите“. Там си партнира с Ник Балас; тя е третият състезател, избран да напусне на 30 септември 2008 г., което ѝ отрежда 11-о място в шоуто.
Санфорд Сийгал, създателят на бисквитената диета, завеждо дело срещу Кардашян заради клевета от нейна страна, отправена към него в „Twitter“. Според Сийгал, през октомври 2009 г. Кардашян е пуснала съобщение в Twitter, в което пише, че той „невярно е разгласявал“, че тя използва бисквитената диета. Сийгал завежда иск в Щатския съд на Флорида, твърдейки, че нейното изказване е невярно и клеветническо. Той заявява и че Ким е получавала заплата, за да рекламира конкурентната фирма „Quicktrim“ в периода на пускане на съобщението. Изказването ѝ е предизвикано от оповестена в сайта CookieDiet.com статия, в която пише, че тя, както и много други звезди, са се повлияли положително от диетата. Кардашян изпраща на Сийгал заповед, налагаща му да премахне и да не публикува повече линка.
Кардашян пуска своя марка парфюм през 2010 г. През март 2009 г. тя става рекламно лице на компанията „ShoeDazzle“, в която тя е съосновател и главен моден стилист. На 9 април 2009 г. пуска поредица от DVD-та с фитнес упражнения „Побери се в дънките си до петък“. През септември 2009 г. „Fusion Beauty“ и фондацията „Seven Bar“ пускат кампанията „Целуни бедността за сбогом“, чието рекламно лице е тя. Един долар от всеки продаден гланц за устни „LipFusion“ се заделя за фондацията, която подпомага жените предприемачи в САЩ.
Кардашян се появява и в множество международни издания на списанието „FHM“, като напр. корицата на австралийското издание от април 2010 г. и британското издание от март 2011 г. Специално за нея, пекарната „Прочути кексчета“ в Лос Анджелис създава ванилови сладкиши, наречени „Ва-Ва-Ва-Нилия“. Кардашян също така прави бижута заедно със сестрите си Кортни и Клои. През 2010 г. те изработват колекция за компанията „Девици, светици и ангели“.
Отново със сестрите си, Кардашян пуска няколко линии дрехи. Една от тях, наречена „K-DASH“ бива продадена на компанията за пазаруване от дома „QVC“ през 2010 г. Същата година създават модна линия и за веригата магазини „bebe“. През август 2011 г. те представят линия за магазините „Sears“, наречена „Колекцията Кардашян“. Освен това, Кардашян и сестрите ѝ пускат на пазара спрей за изкуствен тен, наречен „Обаятелният тен Кардашян“ през 2010 г. На 1 юли 2010 г. музеят на Мадам Тюсо в Ню Йорк показва восъчно копие на Ким Кардашян.

### От 2010 г.: сватба и други
Кардашян продуцира реалити шоуто „The Spin Crowd“, в което се разказва за нюйоркска PR фирма, управлявана от Джонатан Чебан и Саймън Хък. Шоуто проследява преместването им в нови офиси в Лос Анджелис. Кардашян е приятелка и с двамата, но особено с Чебан, който често се появява в нейните реалити шоута. Кардашян е забелязана и на музикалните награди на MTV на 12 септември 2010 г. През същата година тя участва в заданието и дава оценка в девети епизод на 10 сезон на шоуто „Стажантът“. В епизода двата отбора трябва да подготвят специален щанд, на който да бъде изложена новата ѝ линия парфюми, които ще се продават от веригата „Парфюмания“. Ким, Кортни и Клои Кардашян пишат обща автобиография, озаглавена „Поверително от Кардашян“, която е пусната в продажба на 23 ноември 2010 г.
През април 2010 г. Кардашян разпалва дискусия заради начина, по който е държала котка по време на снимка. Същата година организацията за правата на животните PETA критикува звездата заради носените от нея кожени палта и я причислява към хората с най-малък принос за благоденствието на животните. През юни 2010 г. „The Guardian“ изтъква способността ѝ да привлича спонсорирания от порядъка на 10 000 долара за всяко нейно съобщение в „Twitter“.
През декември 2010 г. Кардашян се снима и пее във видеоклип към песента Jam (Turn It Up). Тя представя парчето на новогодишен купон в Лас Вегас (31 декември 2010 г.). Запитана дали подготвя албум, тя отговаря: „Не подготвям никакъв албум – става дума за песен, записана специално за реалитито Kourtney and Kim take New York, чиито клип е режисиран от Хайп Уилямс. Половината приходи ще дарим на фондация за борба с рака, защото един от моите и един от родителите на The-Dream починаха от рак. Правим го за забавление, но и за добра кауза.“ Джим Фарбър, пишещ статии за вестник Daily News, нарича песента: „Малоумно и посредствено денс парче, което не изпъква с нищо“; той заявява още, че този сингъл превръща Кардашян в „най-лошата певица в областта на реалити телевизията“.
Кардашян е холивудската реалити звезда с най-високи доходи за 2010 г. – 6 млн. долара.
Кардашян изказва мнението си за признаване на арменския геноцид на различни събития и се е обръща за подкрепа по този повод към Барак Обама и Правителството на САЩ. На 21 април 2011 г., няколко дни преди 96-а годишнина от Арменския геноцид, тя пише по въпроса в блога си, за да му бъде обърнато внимание и пуска съобщения до феновете си в „Twitter“ с призив да го признаят.
Кардашян започва да излиза с баскетболиста Крис Хъмфрис през октомври 2010 г. Те се сгодяват през май 2011 и се женят на 20 август 2011 г. в Монтесито, Калифорния. В началото на октомври 2011 г. телевизионно предаване от 2 части по канал E! излъчва както подготовката, така и самата сватба. Това събитие е описано от вестник „Washington Post“ като „медиен взрив“. На 31 октомври 2011 г. (след 72 дни брак), Кардашян подава документи за развод заради „несъвместимост в характерите“ и иска съдът да задължи Хъмфрис сам да плати разноските за адвоката си. На 1 декември 2011 г. Хъмфрис отвръща на тази молба с искане за анулиране на брака заради измама или, ако съдът не се съгласи на отмяна, да постанови раздяла, но не и желаният от Кардашян развод. Няколко новинарски източника заподозират, че бракът на Кардашян с Хъмфрис е бил просто публичен ход, с който да рекламира бизнес начинанията на семейството си. Нейният бивш PR агент също твърди, че краткият ѝ брак е бил театър и средство за печелене на пари. Кардашян завежда дело срещу него, отвръщайки, че твърденията му са лъжа. След раздялата им се подема мащабна петиция, чиято цел е свалянето на всички предавания с нейно участие от ефир. Адвокатът на Хъмфрис смята, че ще се стигне до съдебен процес, за да може двамата да се разведат. Според един от съдиите е възможно случаят да се разреши към март 2013 г. и без процес. През декември 2012 г. е обявено, че споразумение за развода е „изключено“ и в резултат Ким и Хъмфрис ще се срещнат в съда през февруари 2013 г.
През март 2012 г. Ким и сестрите ѝ Кортни и Клои са въвлечени в съдебен процес заради добавките за отслабване „QuickTrim“, които те са рекламирали. Оплакването, пуснато в Окръжния съд на Южен Ню Йорк, обвинява сестрите (а също и: производителя на добавките „QuickTrim“ – Windmill Health Products; разпространителя „GNC“; други фирми по търговската и маркетингова верига) в невярна и подвеждаща реклама на резултатите от добавките. Ищците, живеещи в различни щати, завеждат искове според Законите за защита на потребителя в техните региони.
Все още в процес на развод, Кардашян започва да излиза с американския рапър Кание Уест през април 2012 г. На 30 декември 2012 г. рапърът обявява на свой концерт, че Кардашян е бременна от него.
На 19 април 2013 г. Кардашян и Крис Хъмфрис постигат споразумение, с което да избегнат съдебен процес, а на 3 юни същата година се развеждат официално. На 15 юни същата година в болница в Холивуд Кардашян ражда момиче – Норт Уест. На 5 декември 2015 Кардашян ражда сина си Сейнт Уест. Следващите ѝ две деца с Кание Уест са родени от сурогатни майки – дъщеря Чикаго Уест (на 15 януари 2018 г.) и син Псалм Уест (на 10 май 2019 г.).